# عزيز أباد شيباني (علي أباد كرمان)
عزیز أباد شیباني (بالفارسية: عزیزآباد شیبانی) هي قرية تقع في إيران في Aliabad Rural District. يقدر عدد سكانها بـ 141 نسمة .